# (2627) Чурюмов
(2627) Чурюмов (лат. Churyumov) — типичный астероид главного пояса, открыт 8 августа 1978 года советским астрономом Николаем Черных в Крымской астрофизической обсерватории и 17 февраля 1984 года назван в честь астронома Клима Чурюмова.

## Обнаружение и именование
(2627) Чурюмов
Открыт 8 августа 1978 года в Научном Н. С. Черных.
Назван в честь Клима Ивановича Чурюмова — астронома с астрономического факультета Киевского университета, известного своими работами по кометам. Был одним из первых, кто открыл периодическую комету Чурюмова-Герасименко в 1969 году.
Оригинальный текст (англ.)2627 Churyumov
Discovered 1978-08-08 by Chernykh, N. at Nauchnyj.
Named in honor of Klim Ivanovich Churyumov, an astronomer on the Astronomical Faculty of Kiev University known for his work on comets. He was a codiscoverer of periodic comet Churyumov-Gerasimenko in 1969.
Источники: DISCOVERY.DB; M.P.C. 8542.

## Орбита

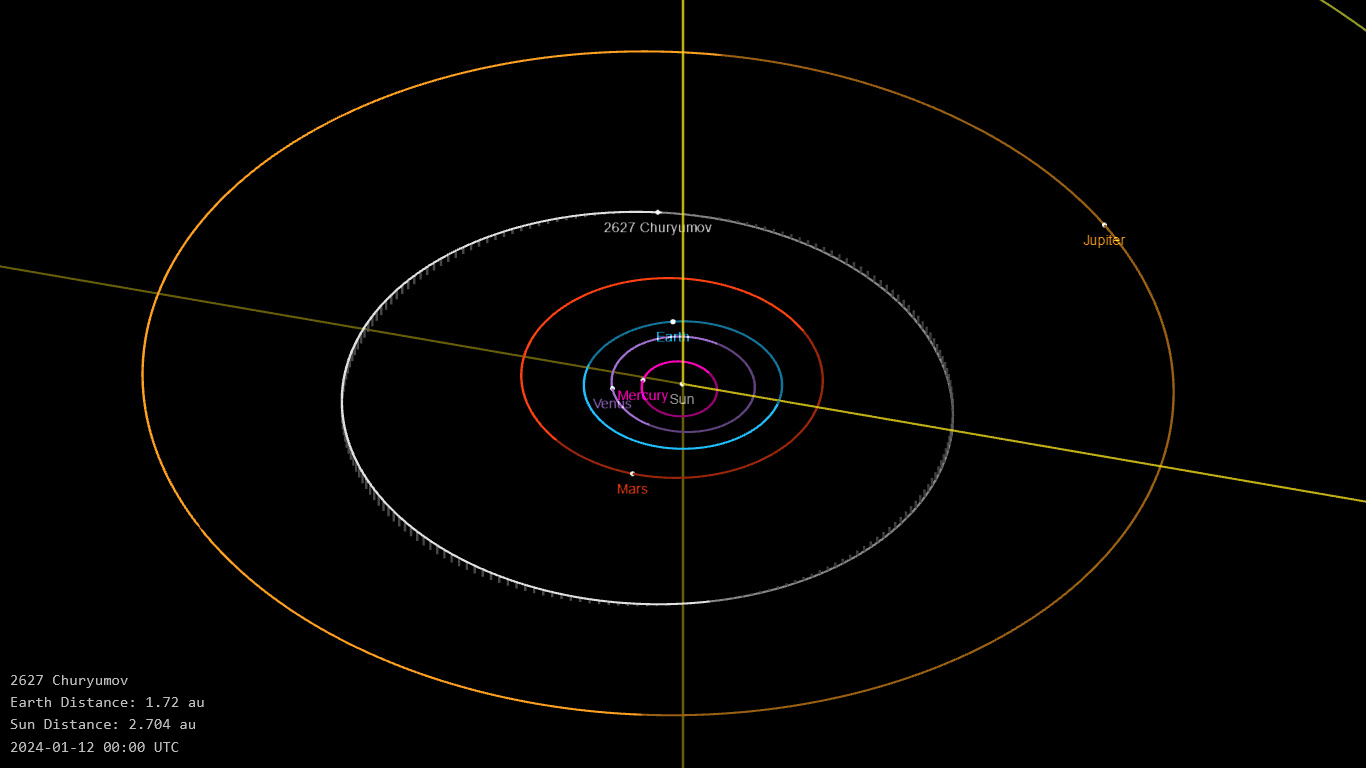
Орбита астероида Чурюмов и его положение в Солнечной системе

## Физические характеристики
Из наблюдений системы Asteroid Terrestrial-impact Last Alert System следует, что астероид относится к таксономическому классу C.
По результатам наблюдений в видимом и ближнем инфракрасном диапазоне космического телескопа NEOWISE и наблюдений в инфракрасном диапазоне спутника Akari диаметр астероида оценивался равным 19,675±0,234 км и 20,19±0,41 км. Согласно тем же источникам альбедо оценивается как 0,0723±0,0026, 0,071±0,003 и 0,072±0,003.